# Reversseide

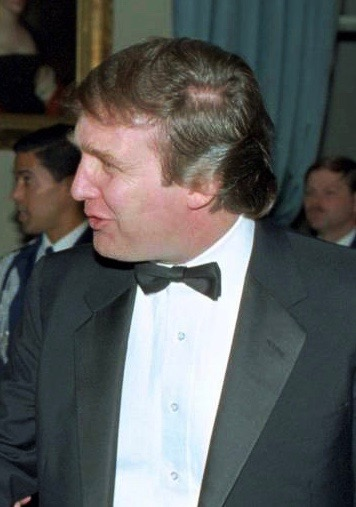
Donald Trump mit Aufschlägen aus Reversseide

Als Reversseide wird ein besonders elegant wirkender, glatter, glänzender und geschmeidiger Seiden- oder seidenartiger Kleidungsstoff bezeichnet. Dem Namen entsprechend wird er bevorzugt für die Revers, die nach außen geschlagenen oberen Vorderkanten festlicher Kleidung, insbesondere Herrenjacketts, verwendet.
Die Reversseide betont die Reverspartien, vor allem beim Frack und bei Smokingjacken und bei klassischen Damenkostümen. Die Krefelder Seidenweberei G. Hollender Söhne führte sie für diese Zwecke, noch aus ihrem ursprünglichen Material, aus Naturseide, bereits in den 1820er Jahren.
Reversseide bedingt eine hohe Fadendichte in der Kette und einen geringen Schusseintrag. Es werden zwei Bindungen verwendet, Kettatlas und 5-bindiger Schussatlas. Dadurch zeigt das Gewebe auf beiden Seiten einen Kettsatin. Üblicherweise werden laut einem Textillexikon aus dem Jahr 2016 Organsinkette und im Schuss ein Baumwollzwirn eingesetzt. Das Gewicht beträgt dabei etwa 220 Gramm pro Quadratmeter.
Ein Hersteller von Reversseide nannte 2019 in seinem diesbezüglichen Angebot folgende Vorteile seines Produkts, in diesem Fall aus synthetischen Filamenten gewebt:
„Hervorragende formerhaltende Eigenschaften, aufgrund ihrer Weichheit und Anschmiegsamkeit
Ausgezeichnete Farbechtheiten und Pflegeeigenschaften
Keine Probleme bei Fertigungsschritten wie Legen / Cuttern, so können Smoking Jacken ganz selbstverständlich auf normalen Jacken Produktionslinien produziert werden.
Unempfindlich gegenüber Wasser oder Dampf während Finishing Prozessen
Unempfindlich gegenüber Druck, Steppen oder Stapeln.“